# Bembridae
I Bembridae sono una famiglia di pesci ossei marini appartenenti all'ordine Scorpaeniformes.

## Distribuzione e habitat
La famiglia si trova nell'Oceano Pacifico (fino alle coste peruviane) e nell'Oceano Indiano nelle fasce tropicali e subtropicali. Fanno vita bentonica a profondità piuttosto elevate, di solito tra 150 e 650 metri.

## Descrizione
L'aspetto di questi pesci è vagamente simile a quello delle comuni gallinelle. Il corpo è allungato, a sezione cilindrica; la testa è più o meno schiacciata dorso-ventralmente. La bocca è grande, armata di numerosi denti molto piccoli. Le pinne dorsali sono due, la prima, più alta, è composta di raggi spiniformi, la seconda di raggi molli. Le pinne ventrali hanno un solo raggio spinoso e sono situate sotto l'origine delle pinne pettorali. La linea laterale è presente ed è completa. Manca la vescica natatoria. Colore rossastro.
Sono pesci di piccola taglia che solo eccezionalmente raggiungono i 30 cm.

## Specie
- Genere Bambradon
  - Bambradon laevis
- Genere Bembradium
  - Bembradium furici
  - Bembradium roseum
- Genere Bembras
  - Bembras adenensis
  - Bembras japonica
  - Bembras longipinnis
  - Bembras macrolepis
  - Bembras megacephala
- Genere Brachybembras
  - Brachybembras aschemeieri[2]